# ミューレンバーン

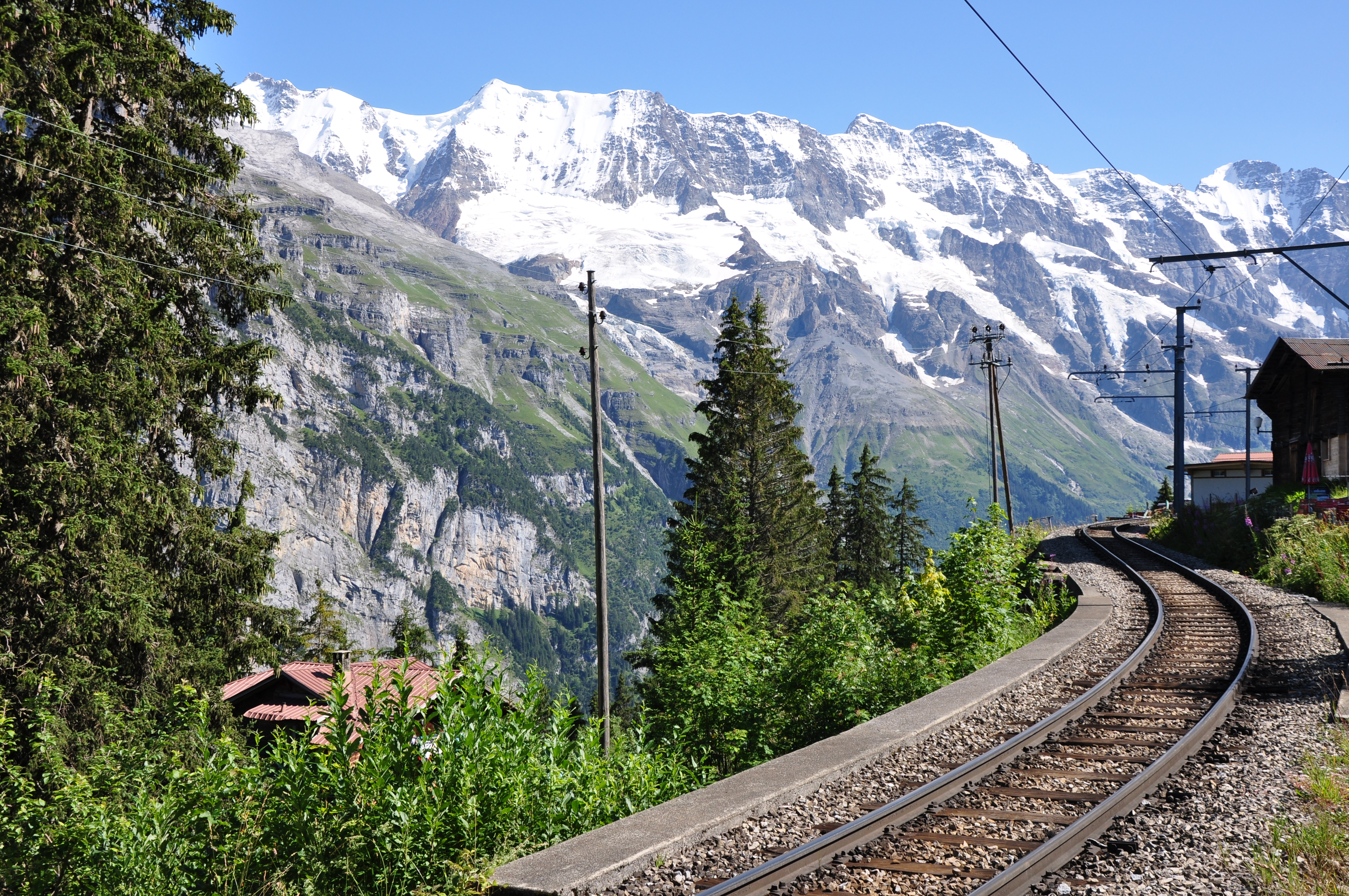
ラウターブルンネン＝ミューレン山岳鉄道沿線

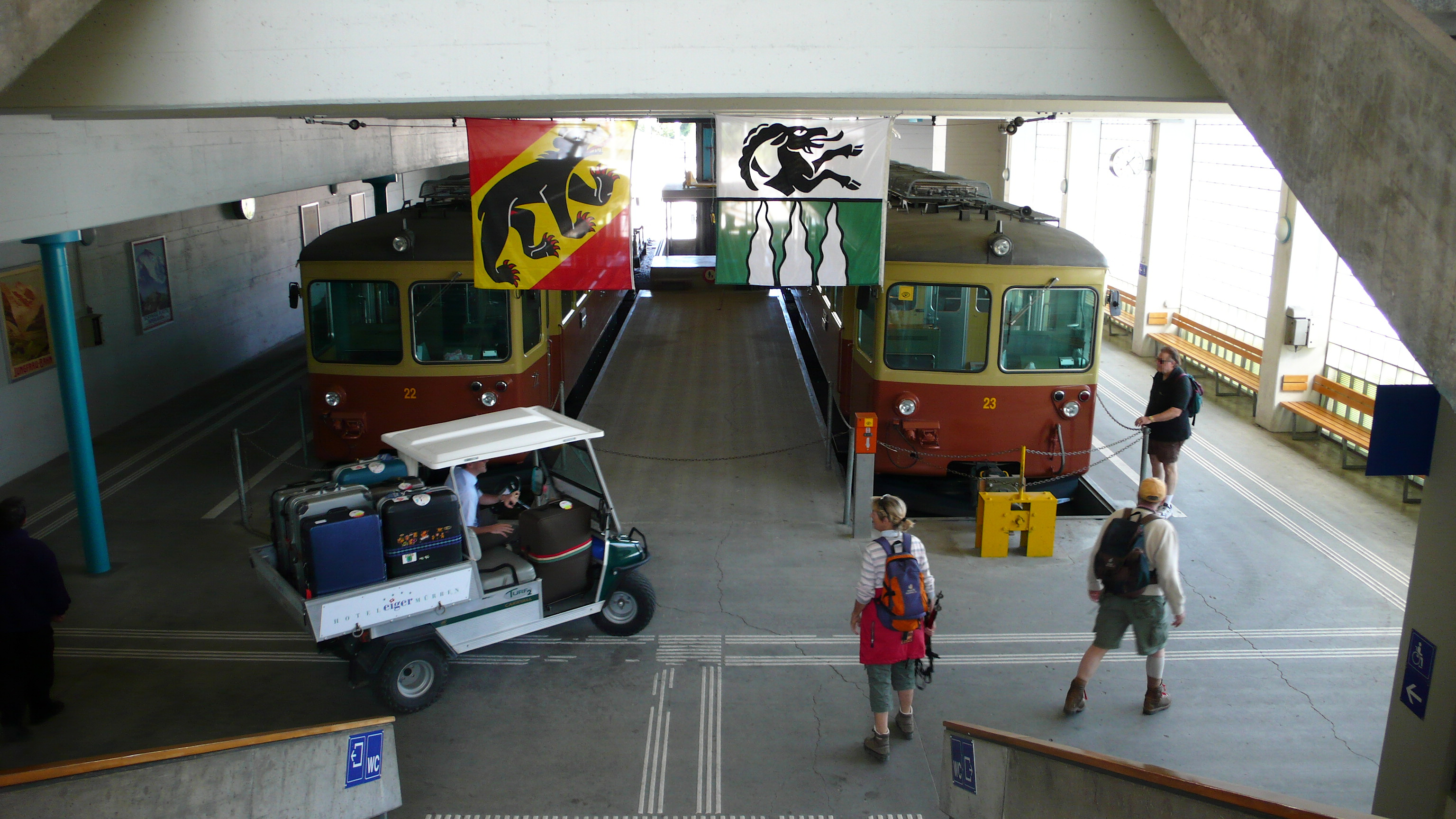
ミューレン駅

ラウターブルンネン-ミューレン山岳鉄道（ミューレンバーン）（独：Bergbahn Lauterbrunnen-Mürren 英：Lauterbrunnen-Mürren Mountain Railway）は、スイス、ベルン州のベルナー・オーバーラント地方のラウターブルンネンとミューレンを結ぶ山岳交通機関である。ラウターブルンネン～グリュッチアルプ間はロープウェイ、グリュッチアルプ～ミューレン間は狭軌鉄道で運行しており、アイガー、メンヒ、ユングフラウの三山の景観を車窓から望むことができる。

## 概要
ラウターブルンネン-ミューレン山岳鉄道はユングフラウ鉄道持株会社（Jungfraubahn Holding AG）の傘下にあり、ベルナーオーバーラント鉄道(BOB)、ヴェンゲルンアルプ鉄道(WAB)とともに、ユングフラウ地方をカバーする山岳交通機関のネットワークを形成しており、主にユングフラウ地方屈指のビューポイントであるシルトホルンを目指す観光客に利用されているが、ラウターブルンネン谷に切り立つ崖の上に位置するミューレンへ物資を運ぶ役割も果たしている。
ミューレンバーンの開業は1891年。ラウターブルンネン～グリュッチアルプ間はもともとケーブルカーで運行していたが、2006年12月より100人の乗客と6トンの物資を運ぶことができるロープウェイに付け替えられた。グリュッチアルプ～ミューレン間の狭軌鉄道の総延長は約4kmで、最大勾配は50パーミルである。

## 車両
- 電気機関車 - Ge2/2形
- 電車 - BDe2/4 11-12形 - BDe4/4 13形 - Be4/4 21-23形 - Be4/4 31形